# Altenburg (Neder-Oostenrijk)
Altenburg is een gemeente in de Oostenrijkse deelstaat Neder-Oostenrijk, gelegen in het district Horn (HO). De gemeente heeft ongeveer 800 inwoners.

## Geografie
Altenburg heeft een oppervlakte van 28,12 km². Het ligt in het noordoosten van het land, ten noordwesten van de hoofdstad Wenen en iets ten zuiden van de grens met Tsjechië.

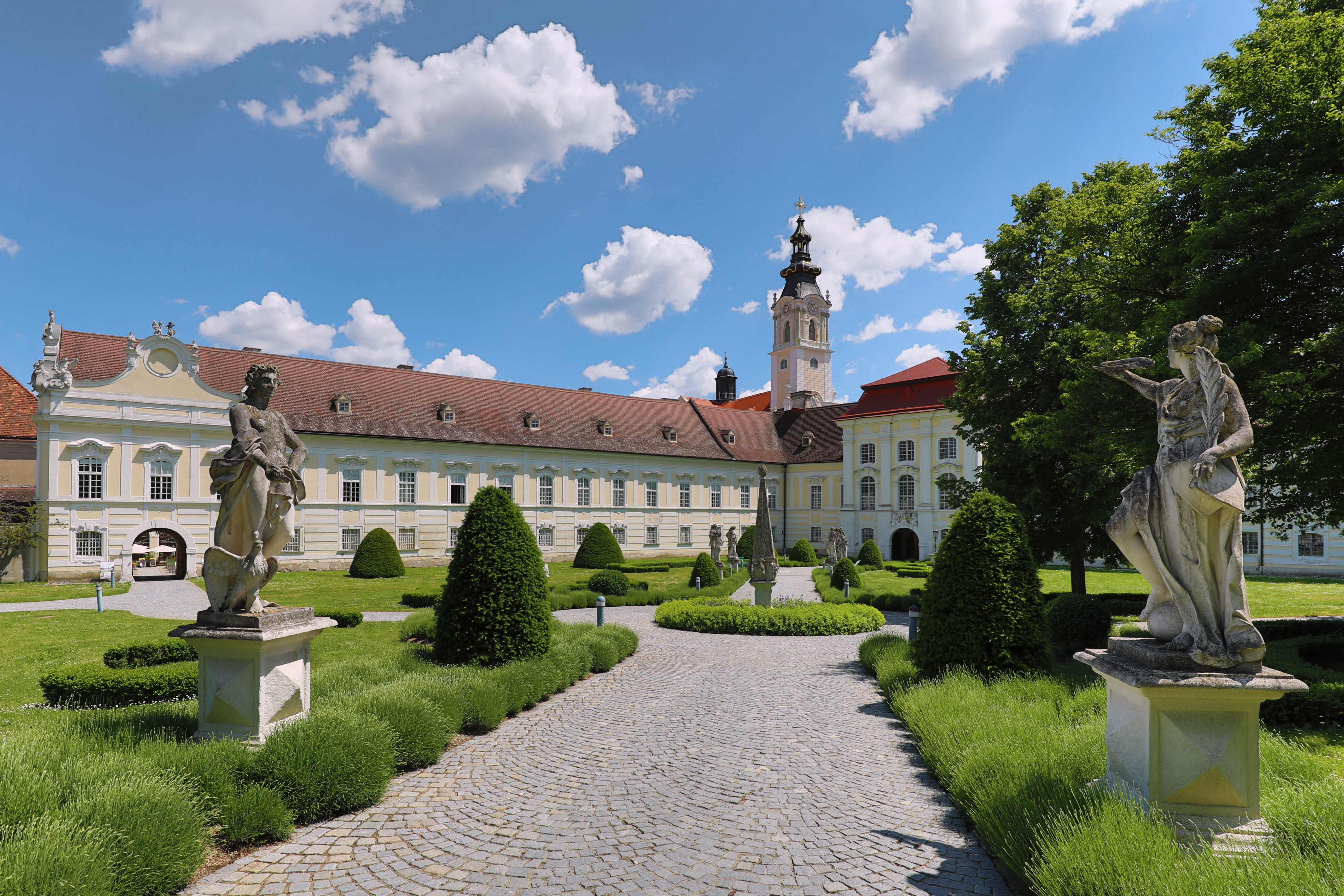
Abdij binnenplaats
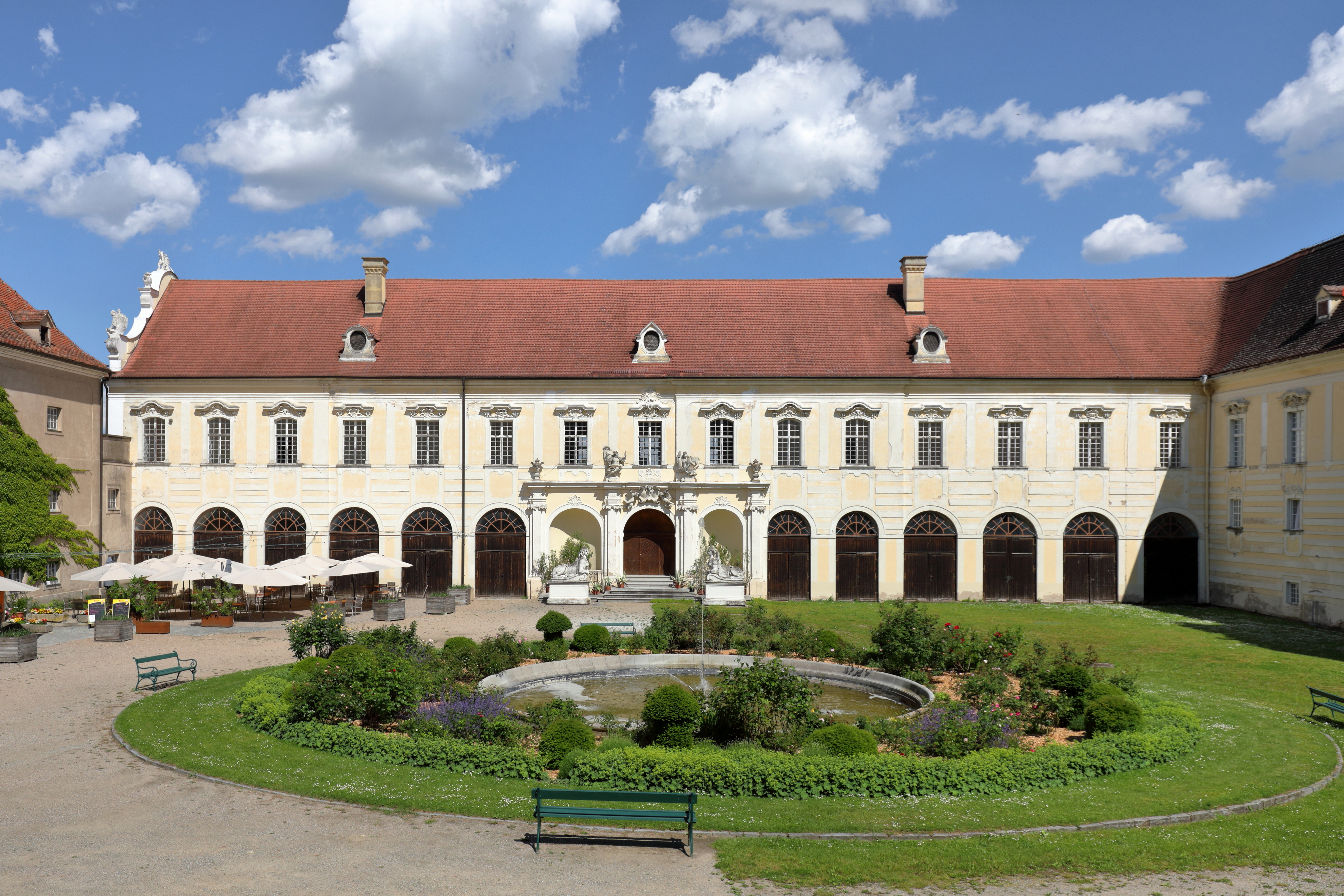
Grote kloosterbinnenplaats van de abdij
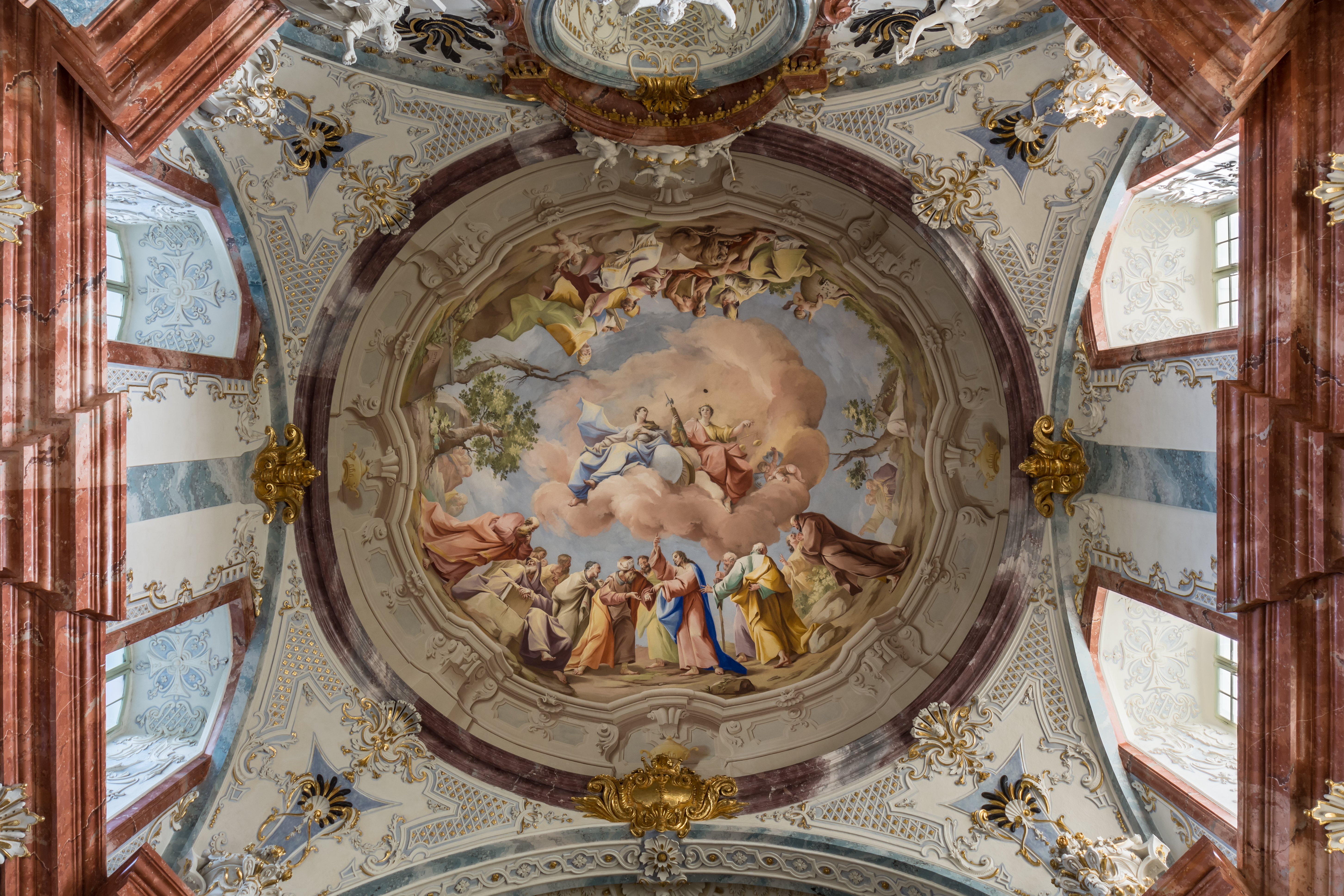
Fresco in de koepel van de bibliotheek van het klooster van Altenburg

Altenburg · Brunn an der Wild · Burgschleinitz-Kühnring · Drosendorf-Zissersdorf · Eggenburg · Gars am Kamp · Geras · Horn · Irnfritz-Messern · Japons · Langau · Meiseldorf · Pernegg · Röhrenbach · Röschitz · Rosenburg-Mold · Sigmundsherberg · Sankt Bernhard-Frauenhofen · Straning-Grafenberg · Weitersfeld
- Gemeinsame Normdatei: 4001411-3
- Nationale Bibliotheek van Tsjechië: ge524643
- Nationale Bibliotheek van Israël: 987007566693005171
- Virtual International Authority File: 123170533